# Дворец Мирбаха
Дворец Мирбаха (словац. Mirbachov palác) — здание в стиле барокко-рококо в Старом городе Братиславы. Двухэтажное здание, входящее в число наиболее сохранившихся архитектурных памятников данного стиля в Словакии, носит имя последнего владельца, барона Эмиля Мирбаха.

## История здания
Первым историческим документом, связанным с предшественником здания, является кадастровая запись участка, датируемая 1379 годом. В акте упоминается владелец дома на этом участке Микулаш Даманкуш. Существует документ 1443 года, в котором указанный дом упоминается как «Вайттенхоф» (по-немецки «широкий двор»). 23 октября 1733 года оригинальное строение сгорело, причиной называли небрежность театральной труппы, арендовавшей помещения во дворце. В 1762 году остатки дома купил братиславский пивовар Иоганн Михаэль Шпех. Об этом известно благодаря работе «Beschreibung der königlich — ungarischen Haupt-, Frey — und Krönungstadt Pressburg» (Описание венгерского королевского столичного и коронационного города Прешпорка) 1781 года историка и картографа Яна Матея Корабинского.
В 1768 году Михаил Шпех получил разрешение на строительство нового здания на месте пострадавшего от пожара. Автора проекта неизвестен, ряд экспертов указывают на австрийского архитектора Франца Антона Хиллебрандта. Строительными работами руководил мастер-каменщик Матей Хёлльригл (1728—1801), который приехал в Прешпорк в 1755 году и работал здесь городским мастером. Согласно архивным данным, строительство продолжалось два года — с весны 1768 года по весну 1770 года.
Результатом строительства стал представительный городской дворец в стиле барокко с богатым лепным орнаментом и отделкой внутренних помещений в стиле рококо. Вскоре после завершения строительства Шпех продал дворец графу Имриху Чаки. В течение следующего столетия дворец несколько раз менял владельцев. Два последних частных владельца дворца — Ньяри и доктор Эмиль Мирбах. Графы Ньяри приобрели дворец в 1908 году, им принадлежат гербы в тимпане крыши. В 1917 году дворец купил барон доктор Эмиль Мирбах. Новый владелец осознавал историческую ценность дворца, а также ценность произведений искусства, которыми он был обставлен, поэтому в своем завещании он завещал его городу с просьбой сделать дом доступным для публики как музей изобразительных искусств.
Дворец перешел в собственность города в 1949 году, уже в следующем году там прошли первые выставки. В последующие годы дворец подвергся долгой реконструкции, и вновь был открыт для публики в 1975 году, когда здесь разместилась вновь основанная городская галерея. Во дворце есть постоянная экспозиция живописи и скульптуры центральноевропейского барокко, а также помещения, предназначенные для краткосрочных выставок
В настоящее время интерьер дворца в основном перестроен под музейные цели, в первозданном виде сохранились две комнаты первого этажа с деревянными панелями на стенах, в которых установлены редкие старинные графические листы XVIII века. В 1963 году дворец Мирбаха был внесен в государственный список памятников культуры.